# Italiens Grand Prix 1985
Italiens Grand Prix 1985 var det tolfte av 16 lopp ingående i formel 1-VM 1985.

## Resultat
1. Alain Prost, McLaren-TAG, 9 poäng
2. Nelson Piquet, Brabham-BMW, 6
3. Ayrton Senna, Lotus-Renault, 4
4. Marc Surer, Brabham-BMW, 3
5. Stefan "Lill-Lövis" Johansson, Ferrari, 2
6. Elio de Angelis, Lotus-Renault, 1
7. Patrick Tambay, Renault
8. Martin Brundle, Tyrrell-Renault
9. Thierry Boutsen, Arrows-BMW
10. Philippe Streiff, Ligier-Renault
11. Nigel Mansell, Williams-Honda (varv 47, motor)
12. Teo Fabi, Toleman-Hart
13. Michele Alboreto, Ferrari (45, motor)

### Förare som bröt loppet
- Keke Rosberg, Williams-Honda (varv 44, motor)
- Jacques Laffite, Ligier-Renault (40, motor)
- Niki Lauda, McLaren-TAG (33, transmission)
- Riccardo Patrese, Alfa Romeo (3, avgassystem)
- Huub Rothengatter, Osella-Alfa Romeo (26, motor)
- Philippe Alliot, RAM-Hart (19, turbo)
- Gerhard Berger, Arrows-BMW (13, motor)
- Derek Warwick, Renault (9, transmission)
- Alan Jones, Team Haas (Lola-Hart) (6, motor)
- Eddie Cheever, Alfa Romeo (3, motor)
- Kenny Acheson, RAM-Hart (2, koppling)
- Pierluigi Martini, Minardi-Motori Moderni (0, bränslepump)

### Förare som ej startade
- Piercarlo Ghinzani, Toleman-Hart